# Fyra små filmer
Fyra små filmer är en serie TV-filmer i fyra delar producerad av Killinggänget som visades under våren 1999. Den svarta humorn som de ger uttryck för i dessa filmer kan ses som en övergång från den lättsamma tonen i NileCity 105,6 och Percy Tårar till den gravallvarliga i Fyra nyanser av brunt.
Av de fyra filmerna är det bara Torsk på Tallinn som kommit ut som köpfilm. De andra blev aldrig utgivna på grund av musikrättigheter.
SVT visar (2022) alla filmer på SVT play utom Gunnar Rehlin - en liten film om att göra någon illa då de saknar rättigheterna att visa den.

## Filmerna
- Gunnar Rehlin - en liten film om att göra någon illa (1 april 1999)
- Ben & Gunnar - en liten film om manlig vänskap (8 april 1999)
- På sista versen - en liten film om döden (15 april 1999)
- Torsk på Tallinn - en liten film om ensamhet (22 april 1999)